# میکایلا هاروی
میکایلا هاروی (انگلیسی: Mikayla Harvey؛ زادهٔ ۷ سپتامبر ۱۹۹۸) دوچرخه‌سوار اهل نیوزیلند است.